# Horatio Washington Bruce

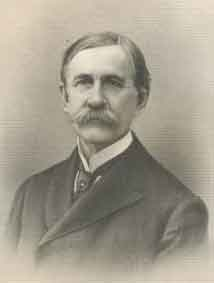
Horatio Washington Bruce

Horatio Washington Bruce (* 22. Februar 1830 bei Vanceburg, Kentucky; † 22. Januar 1903 in Louisville, Kentucky) war in US-amerikanischer Jurist und Politiker.

## Werdegang
Horatio Washington Bruce, Sohn von Amanda Bragg (1803–1852) und Alexander Bruce (1796–1851), wurde 1830 ungefähr eine Meile südlich von Vanceburg (Lewis County) geboren. Seine Eltern benannten ihn nach zwei seiner Onkel: Horatio und Washington Bruce. Sein Großvater väterlicherseits war ein Soldat in der Kontinentalarmee während des Unabhängigkeitskrieges und sein Vater ein wohlhabender Grundbesitzer, welcher 1825 und 1826 als ein Whig in der Kentucky General Assembly saß. Sein Großvater mütterlicherseits diente auch im Unabhängigkeitskrieg. Väterlicherseits war Horatio Washington Bruce schottischer Abstammung und mütterlicherseits englischer.
Bruce besuchte Privatschulen im Lewis County sowie in Manchester (Ohio). Mit 16 Jahren begann er in einer Gemischtwarenhandlung als Verkäufer zu arbeiten – eine Stellung, die er bis 1849 ausübte. Daneben war er als Postmaster im Postamt in Vanceburg tätig. Danach unterrichtete er 1849 für eine Zeitspanne von fünf Monaten an einer Schule in Vanceburg und 1850 ebenfalls für eine Zeitspanne von fünf Monaten an einer anderen Schule im Lewis County. Im Dezember 1850 zog er nach Flemingsburg (Fleming County), wo er bei Leander Cox (1812–1865) Jura studierte. Nach dem Erhalt seiner Zulassung als Anwalt im Juli 1851 eröffnete er eine eigne Kanzlei in Flemingsburg. Ende 1851 wurde er durch das Bezirksgericht vom Fleming County zum Prüfer ernannt und bald danach in den Flemingsburg Board of School Trustees gewählt.
Bruce verfolgte auch eine politische Laufbahn. Er trat der Whig Party bei. Vor den Präsidentschaftswahlen von 1852 hielt er Wahlkampfreden für Winfield Scott (1786–1866) und William Alexander Graham (1804–1875). Nachdem die Whig Party auseinanderbrach, schloss er sich der Know-Nothing Party an. In den Jahren 1855 und 1856 wurde er in das Repräsentantenhaus von Kentucky gewählt, wo er das Fleming County vertrat.
Am 12. Juni 1856 heiratete er Elizabeth Barbour Helm (1836–1913), Tochter vom zweimaligen Gouverneur von Kentucky John L. Helm (1802–1867), in Helm Place, dem Heim der Braut, in Elizabethtown (Kentucky). Das Paar bekam sechs Kinder: Lucinda Hardin (1857–1857), Helm (1860–1927), Elizabeth Barbour (1863–1925), Maria Preston Pope (1867–1945), Mary (1872–1938) und Alexander (1875–1942). Im August 1856 wurde Bruce zum Commonwealth's Attorney im 10. Bezirk gewählt. Dieser umfasste folgende Counties: Mason County, Lewis County, Greenup County, Rowan County, Fleming County und Nicholas County. Er bekleidete diesen Posten bis 1858.
Ende 1858 trat er von seinem Posten als Commonwealth's Attorney zurück und zog nach Louisville (Jefferson County). Dort gründete er zusammen mit seinem Schwager Benjamin Hardin Helm (1831–1863) die Anwaltskanzlei Helm and Bruce. Bei den Präsidentschaftswahlen von 1860 unterstützte Bruce aktive John Bell (1797–1869) und Edward Everett (1794–1865), beide von der Constitutional Union Party. 1861 kandidierte er erfolglos für einen Sitz im US-Repräsentantenhaus. Er erlitt eine Niederlage gegenüber Robert Mallory (1815–1885).
Bei Ausbruch des Bürgerkrieges stellte Bruce sich auf die Seite der Konföderierten Staaten und zog am 17. August 1861 von Louisville nach Bowling Green (Warren County), dem Hauptquartiere der Konföderierten in Kentucky. Er nahm zwischen dem 29. und dem 31. Oktober 1861 als Delegierter an der ersten Sezessionsversammlung von Kentucky teil, die in Russellville (Logan County) stattfand. Die selbst einberufene Versammlung  legte den Grundstein für den Austritt von Kentucky aus der Union. Sie machte eine zweite Sezessionsversammlung vonnöten, welche in Russellville zwischen dem 18. und 19. November 1861 stattfand. Bei der zweiten Versammlung wurde eine Sezessionsverfügung verabschiedet, die den Austritt von Kentucky aus der Union erklärte. Ferner wurde eine provisorische Konföderiertenregierung von Kentucky errichtet und er in die Legislative gewählt. Kurz darauf wurde Kentucky von den Konföderierten Staaten aufgenommen.
Am 22. Januar 1862 wurde Bruce als Delegierter in den ersten Konföderiertenkongress gewählt. Er saß im Joint Congressional Committee on Inaugural Ceremonies, welches für die Inauguration von Jefferson Davis (1808–1889) zum Präsidenten und Alexander Hamilton Stephens (1812–1883) zum Vizepräsidenten verantwortlich war. Ferner saß er in dem Committee on Foreign Relations und dem Committee on Patents. Am 10. Januar 1864 wurde er in den zweiten Konföderiertenkongress wiedergewählt und diente dort bis zum Ende der Konföderation 1865.
Bruce und die anderen Mitglieder im Konföderiertenkongress, zusammen mit Präsident Davis, verblieben bis zum 2. April 1865 in Richmond (Virginia). Danach flohen sie nach Danville (Virginia), wo sie bis zur Kapitulation von Robert Edward Lee (1807–1870) bei Appomattox Court House verblieben. Danach reiste Bruce zuerst nach Greensboro (North Carolina) und von dort dann nach Augusta (Georgia), bevor er nach der verkündeten Begnadigung für alle Konföderierten durch US-Präsidenten Andrew Johnson (1808–1875) nach Richmond zurückkehrte. Bruce reiste nach Washington, D.C., wo er ein Treffen mit seinem engsten Freund und Kollegen aus Kentucky vereinbarte, dem Attorney General James Speed (1812–1887). Speed informierte ihn darüber, dass Bruce eine Begnadigung für alle Handlungen während des Bürgerkrieges erhalten hatte.
Am 19. Juni 1865 kehrte Bruce nach Louisville zurück und gründete dort im August 1865 mit seinem früheren Schüler Samuel Russell die Anwaltskanzlei Bruce and Russell. Sie lösten 1868 die Partnerschaft auf, als Bruce an das Bezirksgericht des 9. Bezirks gewählt wurde. Dieser umfasste folgende Counties: Jefferson County, Oldham County, Shelby County, Spencer County und Bullitt County. Mit einer Mehrheit von 10.611 Stimmen von insgesamt 14.817 abgegebenen Stimmen errang er den Sieg. Bruce gehörte zu den ersten Kentuckiers, welche die Gerichte aufforderten, die Zeugenaussagen von Schwarzen als kompetent und gültig anzuerkennen. In diesem Zusammenhang schrieb er zwecks Unterstützung dieser Sache am 20. Februar 1869 einen Brief an die Chicago Evening Post.
Anfang 1872 begann er als Juraprofessor an der University of Louisville zu arbeiten, obwohl er nie ein College besucht hatte. Er hielt den Lehrstuhl für Geschichte und Rechtswissenschaft, Immobilienrecht sowie Vertrags- und Strafrecht. Ferner war er Präsident vom Louisville Medical College. Gouverneur Preston Leslie (1819–1907) ernannte ihn 1873 zum Chancellor am Louisville Chancery Court, um dort die Vakanz zu füllen, die durch den Tod von Chancellor Cochran entstand. Bei der folgenden Nachwahl im Februar 1874 wurde er für die verbleibende Amtszeit von Chancellor Cochran gewählt. Im August 1874 wurde er für eine volle sechsjährige Amtszeit wiedergewählt. Er trat am 10. März 1880 von seinem Posten am Louisville Chancery Court zurück, um die Anstellung als Attorney bei der Louisville and Nashville Railroad anzunehmen. Kurz nach der Einnahme dieser Stellung trat er auch von seiner Anstellung als Professor an der University of Louisville zurück.
Bruce verstarb 1903 in Louisville und wurde dann dort auf dem Cave Hill Cemetery beigesetzt.